# Кызыльская степная дума
Кызыльская степная дума Ачинского округа Енисейской губернии — орган самоуправления кызыльцев Кызыльского, Большеачинского, Малоачинского, Игинского, Шуйского, Малоаргунского, Басарского отделенного от II половины, Басагарского I и II половины и Курчиковского административных родов.
Место пребывания Думы — улус Печищенский, с 1868 — улус Божьеозерский. В 1835 из ведомства Думы в Мелецкую управу выделились административные роды Мелецкий I и II половины. В 1893 К. С.д. преобразована в Кызыльскую инородную управу.